# Manganui (rivière de Waikato)
Pour les articles homonymes, voir autres rivières de la Nouvelle-Zélande Manganui et Manganui River.
La  rivière Manganui  (en anglais : ManganuiRiver) de la région de Waikato est localisée  tout près de la côte ouest de l’Île du Nord de la Nouvelle-Zélande.  

## Géographie
Elle s’écoule vers le sud, parallèlement à la côte de North Taranaki Bight, avant de se déverser dans le fleuve   Awakino à 5 km de son embouchure.